# قانون بازالیا

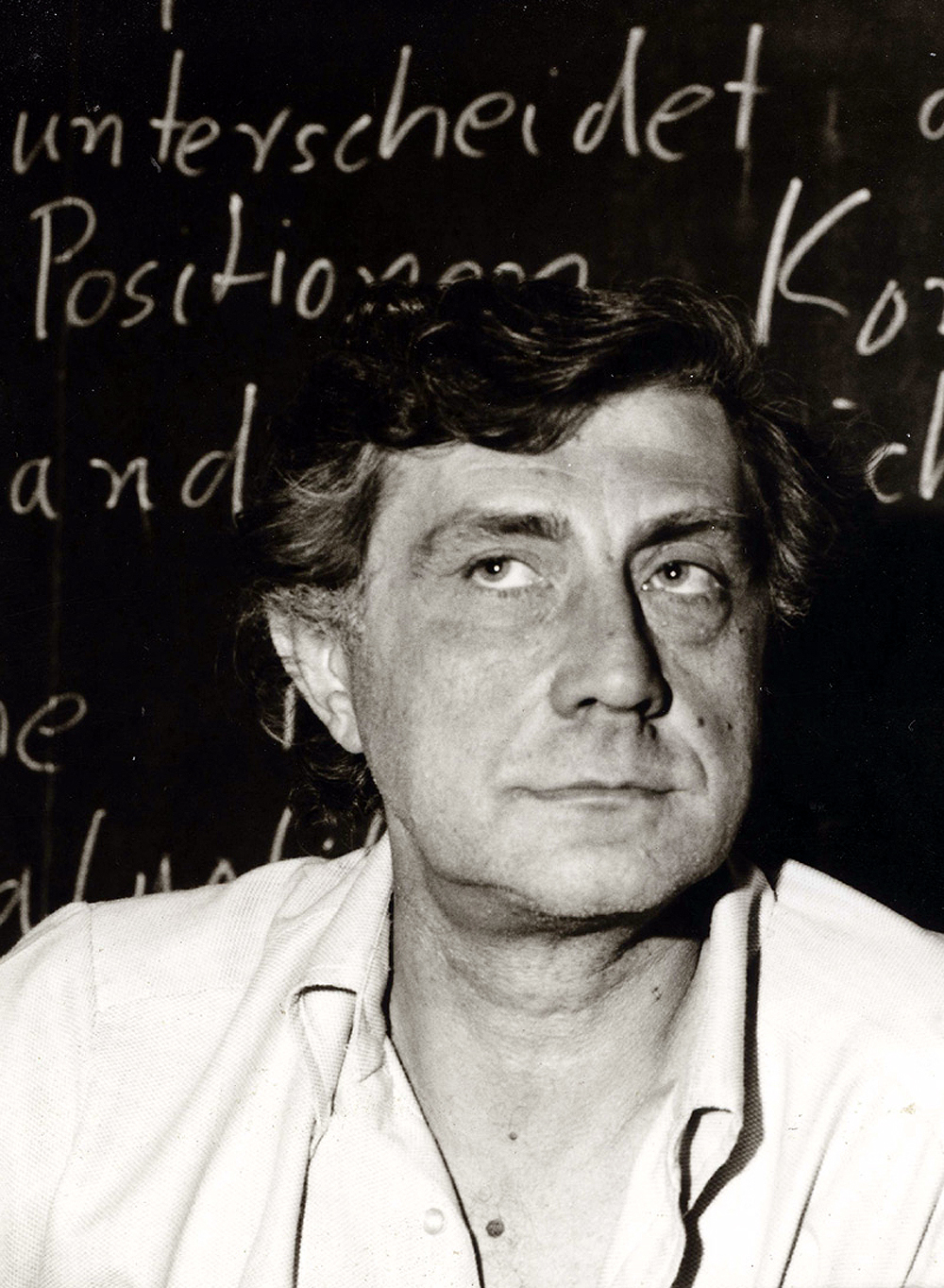
قانون ۱۸۰ همچنین با نام عامل اصلی تصویب این قانون، فرانکو بازالیا شناخته می‌شود.

قانون بازالیا یا قانون ۱۸۰ (ایتالیایی: Legge Basaglia, Legge 180) مصوبه بهداشت روانی ایتالیا در سال ۱۹۷۸ است که نمایان‌گر اصلاحات گسترده سیستم روان‌پزشکی در ایتالیا می‌باشد و مشتمل بر بخشنامه تعطیلی تمام بیمارستان‌های روان‌پزشکی بود که منجر به جایگزینی آنها با طیف کاملی از خدمات-جامعه‌محور از قبیل فراهم‌سازی زمینه برای مراقبت بیماربستری حاد گردید. قانون بازالیا، مبنای قانونگذاری بهداشت روانی ایتالیا است.: 64 